# Šelih
Šelih je priimek več znanih Slovencev:
- Alenka Šelih (*1933), kazenska pravnica, kriminologinja, univerzitetna profesorica, akademičarka
- Ivan Šelih (1900—1976), sadjar (sin Franc Šelih - agronom)
- Ivan Šelih (*1967), pravnik, namestnik varuhinje človekovih pravic
- Jana Šelih, gradbenica, univ. prof.
- Mario Šelih (*1962), igralec (prvotno pankovski pevec)
- Rudi Šelih (1929—2024), pravnik, odvetnik
- Stane Šelih, zdravstveni organizator in politik